# Aqigssiaq Maniitsoq
Aqigssiaq Maniitsoq (celým názvem: Timersoqatigiiffik Aqigssiaq Maniitsoq, novým pravopisem Aqissiaq) je grónský sportovní klub, který sídlí ve městě Maniitsoq. Založen byl v roce 1971, letopočet vzniku je i v klubovém emblému. Fotbalový oddíl se v devadesátých letech pravidelně účastnil posledních fází nejvyšší fotbalové soutěže v zemi. Jeho mužský oddíl je pak mistrem Grónska z roku 1992. Své domácí zápasy odehrává na stadionu Maniitsoq. Klubové barvy jsou modrá a žlutá.
Mimo mužský fotbalový oddíl má sportovní klub i jiné oddíly, mj. oddíl ženského fotbalu.

## Získané trofeje
Zdroj:
- Angutit Inersimasut GM ( 1x )
  - 1992

## Umístění v jednotlivých sezonách
Zdroj:
Legenda: Z - zápasy, V - výhry, R - remízy, P - porážky, VG - vstřelené góly, OG - obdržené góly, +/- - rozdíl skóre, B - body, zlaté podbarvení - 1. místo, stříbrné podbarvení - 2. místo, bronzové podbarvení - 3. místo, červené podbarvení - sestup, zelené podbarvení - postup, fialové podbarvení - reorganizace, změna skupiny či soutěže
| Grónsko (1985 – ) |                                             |        |     |     |     |     |     |     |     |     |        |
| Sezóny            | Liga                                        | Úroveň | Z   | V   | R   | P   | VG  | OG  | +/- | B   | Pozice |
| 1985              | Angutit Inersimasut GM                      | 1      | ... | ... | ... | ... | ... | ... | ... | ... | 6.     |
| ...               |                                             |        |     |     |     |     |     |     |     |     |        |
| 1987              | Angutit Inersimasut GM – sk. B              | 1      | ... | ... | ... | ... | ... | ... | ... | ... | 3.     |
| ...               |                                             |        |     |     |     |     |     |     |     |     |        |
| 1990              | Angutit Inersimasut GM – sk. B              | 1      | 2   | 1   | 1   | 0   | 6   | 3   | +3  | 3   | 2.     |
| 1991              | Angutit Inersimasut GM – sk. B              | 1      | 2   | 1   | 1   | 0   | 4   | 2   | +2  | 3   | 1.     |
| 1992              | Angutit Inersimasut GM – sk. B              | 1      | 2   | 1   | 1   | 0   | 4   | 2   | +2  | 3   | 1.     |
| 1993              | Angutit Inersimasut GM – sk. Midtgrønland   | 1      | 4   | 0   | 1   | 3   | 6   | 10  | -4  | 1   | 5.     |
| 1994              | Angutit Inersimasut GM – sk. A              | 1      | 2   | 1   | 0   | 1   | 5   | 4   | +1  | 3   | 2.     |
| 1995              | Angutit Inersimasut GM – sk. Midtgrønland B | 1      | 3   | 2   | 0   | 1   | 5   | 2   | +3  | 6   | 2.     |

Poznámky k fázím grónského mistrovství
- 1985: Po čtvrtém místě ve skupině se klub zúčastnil boje o páté místo, ve kterém podlehl mužstvu Nagtoralik Paamiut poměrem 1:4.
- 1987: Výsledky v první a druhé fázi turnaje nejsou známy, klub se ovšem probojoval do finální fáze celostátního turnaje. Ve skupině B se umístil na třetím místě.
- 1990: První fázi turnaje klub skončil na prvním místě ve skupině C, což zaručovalo postup do druhé fáze. Po vítězství ve druhé fázi (skupina B) se klub probojoval do finální fáze celostátního turnaje. Ve skupině B se umístil na druhém místě, které zaručovalo místenku v semifinále (výhra nad Kissaviarsuk-33 poměrem 2:1). Po semifinálovém vítězství se klub zúčastnil finále o celkového mistra Grónska. V něm podlehl mužstvu Nuuk Idraetslag poměrem 0:6 a obsadil tak celkové druhé místo.
- 1991: Výsledky v první fázi turnaje nejsou známy. Po druhém místě ve druhé fázi (skupina Midtgrønland A) se klub probojoval do finální fáze celostátního turnaje. Ve skupině B se umístil na prvním místě, které zaručovalo místenku v semifinále (výhra nad Tupilak-41 poměrem 4:1). Po semifinálovém vítězství se klub zúčastnil finále o celkového mistra Grónska. V něm podlehl mužstvu Kissaviarsuk-33 poměrem 1:2 a obsadil tak celkové druhé místo.
- 1992: Výsledky v první a druhé fázi turnaje nejsou známy, klub se ovšem probojoval do finální fáze celostátního turnaje. Ve skupině B se umístil na prvním místě, které zaručovalo místenku v semifinále (výhra nad Nagdlunguaq-48 poměrem 2:1). Po semifinálovém vítězství se klub zúčastnil finále o celkového mistra Grónska. V něm zvítězil nad mužstvem Siuteroq Nanortalik-43 poměrem 12:0 a získal tak svůj první mistrovský titul.
- 1993: Výsledky v první fázi turnaje nejsou známy, zaručil si ovšem v této fázi postup do druhé fáze. V ní skončil na pátém nepostupovém místě ve skupině Midtgrønland.
- 1994: Výsledky v první a druhé fázi turnaje nejsou známy, klub se ovšem probojoval do finální fáze celostátního turnaje. Ve skupině A se umístil na druhém místě, které zaručovalo místenku v semifinále (výhra nad Nuuk Idraetslag poměrem 2:1). Po semifinálovém vítězství se klub zúčastnil finále o celkového mistra Grónska. V něm podlehl mužstvu B-67 poměrem 0:2 a obsadil tak celkové druhé místo.
- 1995: Výsledky v první fázi turnaje nejsou známy, zaručil si ovšem v této fázi postup do druhé fáze. V ní skončil na druhém nepostupovém místě ve skupině Midtgrønland B.